# ATP Challenger Trophy 2012
L'ATP Challenger Trophy 2012 è stato un torneo professionistico di tennis maschile giocato sulla terra rossa. È stata la 6ª edizione del torneo, facente parte dell'ATP Challenger Tour nell'ambito dell'ATP Challenger Tour 2012. Si è giocato a Trnava in Slovacchia dal 17 al 23 settembre 2012.

## Partecipanti ATP

### Teste di serie
| Nazionalità | Giocatore             | Ranking* | Testa di serie |
| ----------- | --------------------- | -------- | -------------- |
| Rep. Ceca   | Lukáš Rosol           | 88       | 1              |
| Romania     | Adrian Ungur          | 102      | 2              |
| Portogallo  | João Sousa            | 107      | 3              |
| Austria     | Andreas Haider-Maurer | 118      | 4              |
| Russia      | Andrej Kuznecov       | 126      | 5              |
| Croazia     | Antonio Veić          | 137      | 6              |
| Cile        | Paul Capdeville       | 161      | 7              |
| Italia      | Matteo Viola          | 162      | 8              |

- 1 Ranking al 10 settembre 2012.

### Altri partecipanti
Giocatori che hanno ricevuto una wild card:
- Norbert Gombos
- Robin Kern
- Nicolas Reissig
- Adrian Sikora

Giocatori che hanno ricevuto un entry come special exempt:
- Jason Kubler
- Nikola Mektić

Giocatori che sono passati dalle qualificazioni:
- Steven Diez
- Dušan Lojda
- Stéphane Robert
- Walter Trusendi

## Campioni

### Singolare
- Andrej Kuznecov ha battuto in finale  Adrian Ungur, 6-3, 6-3

### Doppio
- Nikola Ćirić /  Goran Tošić hanno battuto in finale  Mate Pavić /  Franko Škugor, 7–6(0), 7-5